# Im Wandel der Zeiten
Im Wandel der Zeiten – Eine Geschichte der Zivilisation (englischer Originaltitel: Through the Ages - A Story of Civilization) ist ein Strategiespiel von Vlaada Chvátil. Das Spiel erschien zunächst 2006 auf Englisch und Tschechisch bei Czech Board Games und war lange Zeit ausverkauft; 2008 erschien die deutsche Ausgabe bei Pegasus Spiele und in weiteren Sprachen.

## Beschreibung
Ziel ist es, als Bester von bis zu vier Spielern die Geschicke einer Zivilisation durch vier Zeitalter von der Antike bis zur Neuzeit zu lenken. Dabei muss sich der Spieler je nach Schwierigkeitsgrad auch um Belange wie Zufriedenheit, Produktion, Forschung und militärische Stärke kümmern. Dies geschieht größtenteils mit dem Ausspielen von Handkarten, von der es zwei Arten gibt: Militärkarten und Zivilkarten. Die gegenwärtige Staatsform sowie diverse andere Faktoren wie Anführer oder Weltwunder legen fest, welche und wie viele Zivil- und Militäraktionen ein Spieler in seiner Spielphase hat. Letztlich werden im Laufe der Zeit Kulturpunkte gesammelt; der Spieler, der am Ende des Spiels die meisten Kulturpunkte aufweist, gewinnt. Das Spiel ähnelt insgesamt stark einer Brettspielumsetzung von Civilization; so stellt auch die Anführerkarte „Spieleerfinder“, die im Zeitalter III verfügbar wird, die Silhouette von Sid Meier dar.

### Spielbrett
Es gibt einen großen Spielplan und für jeden Spieler ein kleines Zivilisationsbrett. Der Spielplan dient der Darstellung des augenblicklichen Spielstands und weist Zugleisten für den wissenschaftlichen und kulturellen Fortschritt pro Runde sowie den aktuellen Stand der Wissenschafts- und Kulturpunkte auf. Zudem wird die aktuelle militärische Stärke angezeigt. Außerdem dient es als Kartenablage der Karten, die von den Spielern nicht auf den eigenen Zivilisationsbrettern abgelegt werden. Die eigentlichen Aktionen finden auf den Zivilisationsbrettern statt, die jeder Spieler vor sich liegen hat. Hier werden Karten abgelegt und mit Spielsteinen aus dem Vorrat belegt. Das Zivilisationsbrett stellt zu jedem Zeitpunkt die augenblickliche Lage der Situation dar: Wissenschaft, Religion, Landwirtschaft, Rohstoffgewinnung, Militär und Staatsform sind mit jeweiligen Starttechnologien auf dem Brett aufgedruckt, welche infolge technologischen Fortschritts durch Überdecken mit der entsprechenden Karte im Laufe des Spiels durch bessere ersetzt werden. Die diese Karten belegenden Bevölkerungsspielsteine produzieren die auf den entsprechenden Karten abgebildeten Güter, kosten aber auch ab einer bestimmten Bevölkerungszahl immer mehr Unterhalt. Die produzierten Güter werden ebenfalls auf der Karte abgelegt und können z. B. zum Erwerben neuer Technologien oder Anwachsen der Bevölkerung ausgegeben werden.

### Karten
Es gibt zwei Arten von Karten: Zivilkarten und Militärkarten. Die Zivilkarten enthalten:
Anführer, von denen man pro Zeitalter nur einen haben kann,
Technologien für Produktionsstätten, Stadtausbauten, Militäreinheiten, Staatswesen und Regierungsformen,
Aktionskarten, die Rohstoffe bringen oder Aktionen verbilligen,
Wunder, von denen sich immer nur eines im Bau befinden darf.
Auf dem Spielbrett werden zu Beginn einer Spielerphase Zivilkarten aufgedeckt, bzw. nachgezogen. Um diese Karten auf die Hand zu nehmen, müssen eine gewisse Anzahl Zivilaktionen aufgewendet werden. Auch zum Spielen werden Zivilaktionen benötigt.
Unter den Militärkarten finden sich:
Taktikkarten, die die militärische Stärke erhöhen,
Unterstützungskarten, die bei der Verteidigung oder beim Erwerb von Kolonien helfen,
Kolonien,
Ereignisse, die auf mehrere oder alle Spieler wirken,
Aggressionen und Kriege,
Bonuskarten, die (allen Spielern) Kulturpunkte für bestimmte Errungenschaften bringen.
Militärkarten erhält man entsprechend der Anzahl der Militäraktionen, die man am Ende der Spielerphase übrig hat. Die meisten der Militärkarten können am Anfang des Zuges in einen Stapel "zukünftige Ereignisse" gespielt werden, und dafür eine Karte des Stapels "aktuelle Ereignisse" auszuführen.
Verschiedene Faktoren wie z. B. die Staatsform, Wunder oder Anführer bestimmen, wie viele Zivil- und Militäraktionen der Spieler zur Verfügung hat um Karten zu erwerben.

### Spielweise
Es gibt drei verschiedene Spielmodi: Anfänger-, Fortgeschrittenen- und Expertenspiel.
Das Anfängerspiel erstreckt sich nur über die Antike und das Zeitalter I (Mittelalter) und dient dazu, neuen Spielern die grundlegenden Mechanismen des Spiels zu vermitteln. Viele Spielelemente wie Zufriedenheit, Korruption und die Interaktion zwischen den Spielern sind noch nicht integriert. Die Möglichkeiten, Kulturpunkte zu erhalten, sind von Beginn an festgelegt.
Trotzdem kann eine Anfängerpartie bei Neulingen bereits mehrere Stunden dauern.
Das Fortgeschrittenenspiel ergänzt das Spiel um das Zeitalter II (Neuzeit) und fügt zahlreiche Interaktionselemente wie Aggressionen und Sabotage hinzu. Im Fortgeschrittenenspiel machen sich erstmals Entscheidungen, die man in vorherigen Zeitaltern gemacht hat, bemerkbar. So veralten zum Beispiel Einheiten, die in vorangegangenen Zeitaltern errichtet wurden. Es richtet sich an Spieler, die die Mechanismen des Anfängerspiels soweit beherrschen, dass sie diese zügig ausführen können und an erfahrene Spieler, die aus Zeitgründen ein weniger komplexes Spiel spielen wollen. Trotzdem dauert eine Partie mehrere Stunden. Im Fortgeschrittenenspiel werden zu Beginn bestimmte Karten aufgedeckt, die anzeigen, wofür es zum Schluss Kulturpunkte gibt.
Das Expertenspiel schließlich entfaltet die vollständige Komplexität des Spiels und fügt die Karten des Zeitalters III (Moderne) hinzu. Wichtigstes Merkmal ist das Aufkommen von Wundern, die einmalig Kulturpunkte bringen. Im späteren Verlauf des Spieles legen die Spieler selber Ereigniskarten aus, die für alle Spieler Kulturpunkte bringen können. Nach und nach werden diese Karten aufgedeckt und gewertet. Zum Schluss werden alle verbleibenden zukünftigen Ereignisse gewertet.
Selbst erfahrene Spieler mit einer zügigen Spielweise sind hier mehrere Stunden beschäftigt.

### Spielende
Das Spiel endet, wenn der Zivilkartenstapel des letzten Zeitalters des jeweiligen Spielmodus durchgespielt ist. Es kommt zur Endauswertung der Kulturpunkte. Der Spieler mit den meisten Kulturpunkten gewinnt das Spiel.

## Auszeichnungen
Das Spiel erhielt den International Gamers Award 2007 in der Mehrspielerkategorie und erreichte mit 718 Punkten den 8. Platz beim Deutschen Spiele Preis 2009.